# Haute-Vigneulles
Haute-Vigneulles é uma comuna francesa na região administrativa de Grande Leste, no departamento de Mosela. Estende-se por uma área de 9,53 km². Em 2010 a comuna tinha 432 habitantes (densidade: 45,3 hab./km²).